# Marker (film)
Marker, en amerikansk actionfilm från 2008 i regi av Roel Reiné.

## Handling
Matt (Seagal) är en fd. polis vars liv sakta dalat sen hans glans dagar i kårens tjänst. Efter ett svårt överfall står han öga mot öga med sin största fiende, sin egen alkoholism. Med spel- och spritproblem måste han nu tackla den chans han får att ställa allt till rätta. Han finner kraft i sin dotter.

## Comeback?
- Enligt regissörens hemsida kommer Sony Pictures köra filmen för en mindre bio-release i Europa, Ryssland och Japan. Vilket skulle bli Seagals första film på biografer i Europa sen Half Past Dead. I USA släpps filmen dock direkt på DVD.

## Rollista (i urval)
- Steven Seagal - Matt
- Lance Henriksen - The Old Man
- Blanchard Ryan - Liz
- Arthur J. Nascarella - Bruno